# Roberto Merino
Roberto Merino Ramírez (n. 19 mai 1982, Chiclayo, Peru) este un fotbalist peruan care evoluează pe postul de mijlocaș ofensiv la formația italiană Salernitana și la echipa națională de fotbal a Perului. Este poreclit Robi.